# Françoise Cachin
Pour les articles homonymes, voir Cachin.
Françoise Cachin, née le 8 mai 1936 dans le 15e arrondissement de Paris et morte le 4 février 2011 dans le 13e arrondissement, est une personnalité française de l'art, historienne de l'art et conservatrice de musée.

## Biographie

### Famille et vie privée
Son père, le chirurgien Charles Cachin (1907-2004), est le fils du militant communiste Marcel Cachin (1869-1958).
Sa mère, Ginette Signac (1913-1980), est la fille du peintre libertaire Paul Signac (1863-1935) et de la peintre Jeanne Selmersheim-Desgrange (1877-1958). 
Elle est la demi-sœur d'Henri Cachin, journaliste à Télé 7 jours et auteur de poésies anticolonialistes sous le nom de Henri Kréa.  
Elle est la nièce de la députée communiste Marcelle Hertzog-Cachin (1911-1998) et la cousine du journaliste Gilles Hertzog (La Règle du jeu). Elle compte également dans sa famille le journaliste Olivier Cachin (né en 1962). 
En 1955, elle épouse Jean Weil. Elle se marie ensuite avec l'historien Pierre Nora (de 1964 à 1976), puis elle partage la vie du musicologue Georges Liébert, avec qui elle a une fille.

### Carrière
Françoise Cachin fait ses études à l’Institut d’art et d’archéologie sous la direction d’André Chastel. Reçue au concours de conservateur des musées de France, elle est de 1969 à 1978 conservatrice au musée national d'Art moderne, d’abord au palais de Tokyo, puis au centre Georges-Pompidou où elle dirige le service de documentation.
À partir de 1978, elle participe à la préparation du musée d'Orsay. Elle assure la direction de cet établissement dès son ouverture en 1986, jusqu'en 1994,,. Elle est alors nommée directrice des musées de France, sur proposition du ministre de la Culture et de la Francophonie Jacques Toubon, fonction qu'elle occupe jusqu'en 2001.
Spécialiste renommée du post-impressionnisme et notamment de l'œuvre de son grand-père Paul Signac, dont elle a publié le catalogue raisonné de l'œuvre en 2000, elle a aussi écrit des ouvrages sur Édouard Manet, Paul Gauguin et Georges Seurat. Elle a organisé et participé au catalogue de nombreuses expositions durant sa carrière comme Pissarro en 1981, Manet en 1983, Van Gogh à Paris en 1987, Gauguin en 1988, Seurat en 1991 ou encore 1893 l’Europe des peintres et Méditerranée, de Courbet à Matisse en 2001 au musée d’Orsay. Elle compte également parmi les mécènes du musée d'Orsay puisqu'elle y a fait une donation de plusieurs œuvres de Signac.
Françoise Cachin a contribué à l'élaboration d'une loi, la loi no 2002-5 du 4 janvier 2002 relative aux musées de France, clé de voûte de la politique muséale. Elle est aussi à l'origine de la création, en 1999, de FRAME (« French Regional and American Museum Exchange »), un réseau d'échanges (coopérations, expositions etc.) entre musées de région français et américains.

### Opposition au Louvre Abou Dabi
En décembre 2006, elle signe dans Le Monde, avec Jean Clair et Roland Recht, une tribune contre le projet du Louvre Abou Dabi, présenté comme le « Las Vegas des sables ».
En 2007, devenue cheffe de file des opposants à ce projet, elle se voit évincée du conseil artistique des musées nationaux, puis de la présidence de l'association culturelle franco-américaine FRAME. Elle indique alors avoir été « remerciée, sans explications » de cette association privée à la demande de Renaud Donnedieu de Vabres, alors ministre de la Culture.

### Mort
Françoise Cachin meurt dans la nuit du 4 au 5 février 2011, à l'âge de 74 ans. Elle est inhumée au cimetière du Père-Lachaise (67e division).

### Postérité
Une galerie du musée d'Orsay, présentant les œuvres de Gauguin, Van Gogh et des pointillistes qui lui étaient chers, porte désormais son nom.

## Publications
- Paul Signac, Bibliothèque des Arts, Paris, 1971
- Saint-Tropez : peninsula, Maures Mountains, Alpina, 1985 (lire en ligne)
- Manet, lettres à Isabelle, Paris, Flammarion, 1985
- Gauguin : « Ce malgré moi de sauvage », coll. « Découvertes Gallimard / Arts » (no 49), Paris, Gallimard, 1989
- L'Art du XIXe siècle, 1850-1905, Paris, Citadelles & Mazenod, 1990
- Manet, Paris, Chêne, 1990
- Seurat : Le rêve de l'art-science, coll. « Découvertes Gallimard / Arts » (no 108), Paris, Gallimard, 1991
- Manet : « J'ai fait ce que j'ai vu », coll. « Découvertes Gallimard / Arts » (no 203), Paris, Gallimard, 1994 ; nouvelle édition, 2011
- D'Eugène Delacroix au néo-impressionnisme, Paris, Hermann, 1998
- Des musées d'histoire pour qui pour quoi ?, Agnès Viénot, 1998
- Signac, Paris, Gallimard, 2000
- Gauguin (nouvelle édition), Paris, Flammarion, 2003
- Paul Signac, Martigny, Fondation Gianadda, 2003

### Collectif
- « Le Paysage du peintre » dans le tome II (La Nation, paru en 1986) des Lieux de mémoire (dir. Pierre Nora, 1984-92) ; reparution en Quarto-Gallimard, 1997

### Préface, édition
- Au-delà de l'impressionnisme, textes de Félix Fénéon réunis et présentés par Françoise Cachin, Paris, Hermann, 1966
- André Fermigier, La Bonne et la Mauvaise Peinture, Paris, Gallimard, 1997

## Décorations
- Grande officière de la Légion d'honneur
- Grande officière de l'ordre national du Mérite[9]

### Presse
- « Françoise Cachin, directeur des Musées de France », dans L'Humanité du 21 juillet 1994